# Контактно съпротивление
Контактно съпротивление, преходно съпротивление или контактно преходно съпротивление е електрическото съпротивление на един електрически контакт, например между контактите на едно реле. Състои се от две съставки: съпротивление на стесняване (ограничаване) и съпротивление на покривните слоеве.

## Съпротивление на стеснение (ограничаване)
Съпротивлението на стесняване (ограничаване) се получава вследствие на микроскопични неравности на контактната повърхност. Действителната контактна повърхност става по-малка и потока на тока трябва да премине през по-малка площ. Това съпротивление зависи от специфичното съпротивление на използваните материали, неравностите на контактната повърхност (например получени от прегаряне на контактните повърхности), както и броят на действащите при контакта контактни повърхности. Големината на контактните точки е резултат от силата на притискане на контактите и твърдостта или съответно здравината на повърхностния слой.

## Съпротивление на покривните слоеве
Поради корозия (например оксидация) на контактната повърхност се получава един слой от елементи, различни от тези на контакта. За да се предотврати това се използват благородни метали като злато, сребро, паладий или платина. Освен това контактите могат да бъдат така конструирани, че контактните повърхности при осъществяване на контакта да се притриват леко една в друга и по този начин полученият чужд слой да се отстрани преди контакта. Това съпротивление пречи основно при малки напрежения. Някои от тези тънки чужди слоеве могат да се пробият при контакт чрез така наречено напрежение на фритирания слой (немски:Frittspannung). Това напрежение е напрежението, което пробива прeз получения външен окисен слой или слой, получен от нагар, замърсявания или други.
Фигурата показва една крива на отношението между съпротивлението и напрежението. Когато към контакта се приложи едно ниско напрежение, първоначално измерваното съпротивление е с много голяма стойност (няколко MOhm-а). При увеличаване на напрежението, първоначално съпротивлението леко намалява. При достигането на напрежението на фритирания слой, съпротивлението на контакта рязко намалява. В някои източници се разглежда не напрежението, което трябва да пробие външния слой, а минималния ток, който трябва да премине през контакта (английски:wetting current).

## Конструктивни решения
При конструиране на електрически изделия с контакти трябва да се вземат предвид двата споменати ефекта:
- Предотвратяване на корозията (използване на благородни метали, греси, защитни масла за защита на контактите от корозия).
- Голямо налягане на контактите (например клеми, пружинни контакти, малки повърхности на контакт)
- Движение на частите на контакта една спрямо друга (шлайфащ контакт, стъпален контакт, потенциометри, като се вземе предвид и износването)

## Измерване
Стабилното контактно съпротивление и неговата проверка трябва да става при определени условия. Поради малките стойности на контактното съпротивление измерването става с омметър по метода на четирите проводника. При този метод се избягва влиянието на измервателните проводници. Трябва да се ограничат стойностите на тока и напрежението на измерване. Ако напрежението приложено при измерването е голямо се получава пробив на покритието и измерването е неточно. Напрежението на пробив е обикновено между 30 и 100 mV. Твърде високият ток може да доведе до омекване или стопяване на контактната повърхност и да намалят контактното съпротивление. Тези проблеми се решават чрез използване на достатъчно ниски стойности на тока и напрежението, които не променят физичното и електрическото състояние на контакта. В общите случаи това означава, че напрежението на празен ход трябва да е по-малко от 20 mV и тока на късо съединение трябва да е по-малък от 100 mA. Малкият тестови ток изисква един чувствителен волтметър в микроволтовия обхват.
|  | Тази страница частично или изцяло представлява превод на страницата Kontaktwiderstand в Уикипедия на немски. Оригиналният текст, както и този превод, са защитени от Лиценза „Криейтив Комънс – Признание – Споделяне на споделеното“, а за съдържание, създадено преди юни 2009 година – от Лиценза за свободна документация на ГНУ. Прегледайте историята на редакциите на оригиналната страница, както и на преводната страница, за да видите списъка на съавторите. ВАЖНО: Този шаблон се отнася единствено до авторските права върху съдържанието на статията. Добавянето му не отменя изискването да се посочват конкретни източници на твърденията, които да бъдат благонадеждни. |